# Referendum costituzionale in Azerbaigian del 2016
Il referendum costituzionale in Azerbaigian del 2016 si è svolto il 26 settembre 2016 per modificare la Costituzione dell'Azerbaigian. Agli elettori è stato chiesto se approvassero 29 emendamenti a 42 articoli costituzionali, con votazione separata per ciascuna proposta. Tutti i 29 emendamenti sono stati approvati dall'89% al 95% dei votanti. Ha creato l'ufficio del vicepresidente e ha esteso la durata del mandato presidenziale da cinque a sette anni.

## Contesto

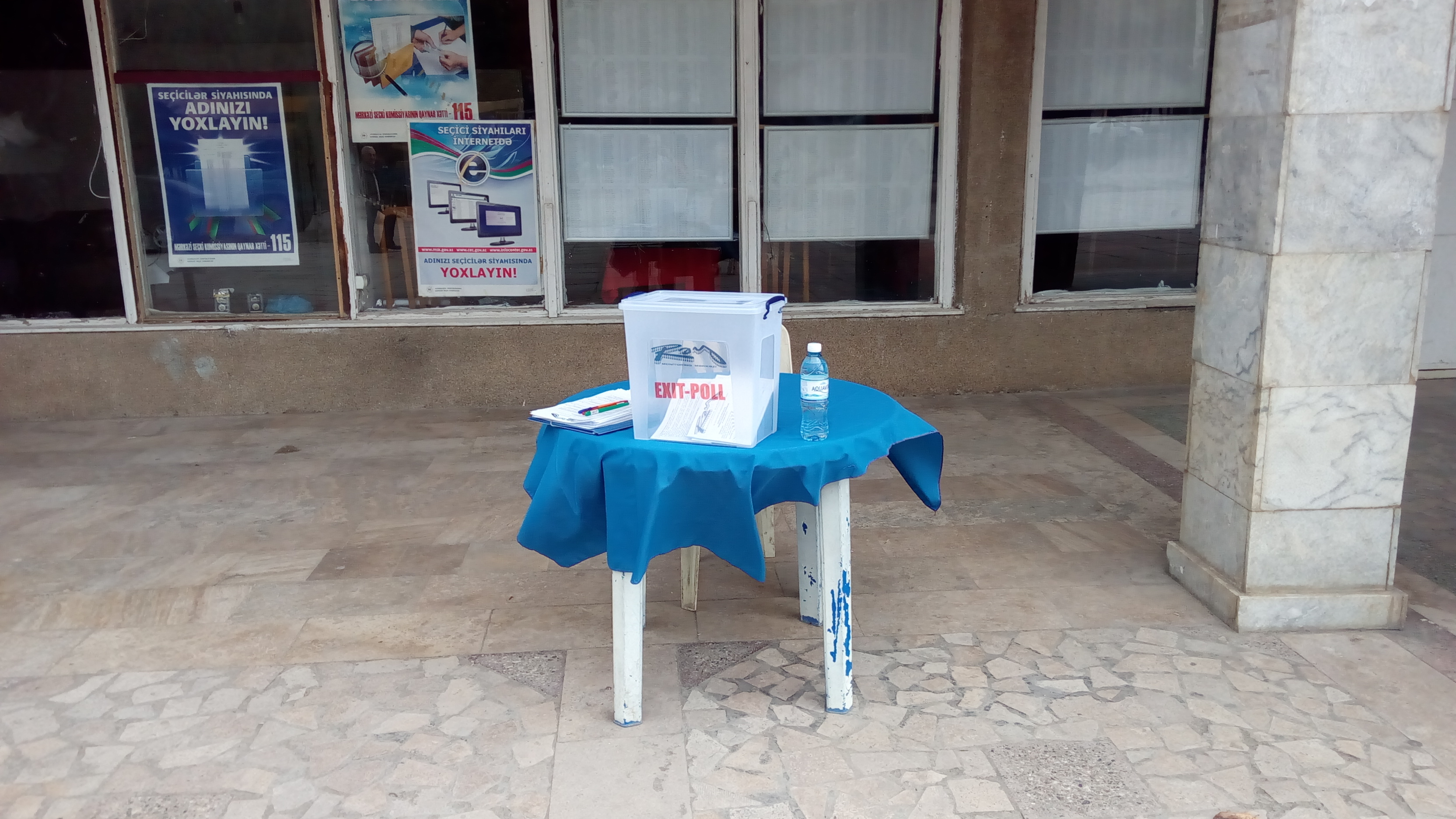
Postazione per la rilevazione dell'exit poll a Sumqayıt

Il 18 luglio il presidente İlham Əliyev emise un decreto che modificava diversi articoli della costituzione. Questi emendamenti vennero esaminati dalla Corte Costituzionale, che li approvò il 25 luglio. Il 26 luglio İlham Əliyev ordinò che si tenesse un referendum, come previsto dagli articoli 152 e 153 della Costituzione.

## Modifiche costituzionali
Gli emendamenti votati nel referendum in questione, includevano tra l'altro:
- abbassare l'età necessaria per candidarsi alle elezioni presidenziali e parlamentari e per assumere un incarico ministeriale all'età di 18 anni (prima di candidarsi alle elezioni presidenziali era necessario avere 35 anni, alle elezioni parlamentari 25 anni e per ricoprire un incarico ministeriale: 30 anni);
- estendere la durata del mandato presidenziale da 5 a 7 anni;
- creare la carica di vicepresidente e/o primo vicepresidente, che assumerebbe i poteri e gli obblighi del presidente in caso di vacanza della carica di presidente o quando il presidente non potesse adempiere ai suoi obblighi (i candidati alle due posizioni essere scelto dal presidente);
- consentire al presidente di sciogliere la legislatura del parlamento (a determinate condizioni) e anticipare le elezioni;
- limitare la libertà di riunione se il cosiddetto "ordine pubblico e morale non sono rispettati";
- limitare il diritto alla proprietà della terra se questo va contro "la giustizia sociale e l'uso effettivo della terra";
- la possibilità di rimuovere la nazionalità azera.

## Dibattito e campagna elettorale
Secondo gli esperti, l'accettazione degli emendamenti avrebbe consegnato al presidente quasi tutto il potere esecutivo, ulteriore passo per rafforzare la posizione dello stesso presidente, dopo il referendum ccostituzionale del 2009 che abolì il limite di due mandati presidenziali, consentendo così a Əliyev di essere presidente a vita in caso di vittoria di tutte le prossime elezioni.
I leader del partito di opposizione hanno criticato le modifiche costituzionali, dicendo che sarebbero servite solo ad aumentare il potere del presidente a spese del parlamento e del consiglio dei ministri. Tuttavia, alcuni politici contrari al governo hanno espresso comprensione per i cambiamenti, spiegandoli con la situazione geopolitica nella regione e il rischio di una guerra contro l'Armenia.
I politici hanno anche affermato che abbassare l'età richiesta per candidarsi alle elezioni presidenziali consentirebbe al figlio del presidente, Heydər Əliyev Jr. (19 anni nel 2016) di candidarsi alle elezioni presidenziali nel 2025 all'età di 28 anni.
Organizzazioni per i diritti umani e cittadini hanno parlato di varie repressioni contro l'opposizione durante la campagna. La Commissione elettorale non ha permesso al partito musulmano Müsavat di registrare la sua iniziativa che sarebbe andata contro gli emendamenti. Hanno arrestato il leader e due attivisti del gruppo Re Al (Alternativa Repubblicana) e confiscato circa 100.000 opuscoli di questo gruppo. Il 6 settembre le autorità hanno chiuso il quotidiano Azadlıq, legato al Partito del Fronte Popolare dell'Azerbaigian.

## Parere della Commissione di Venezia

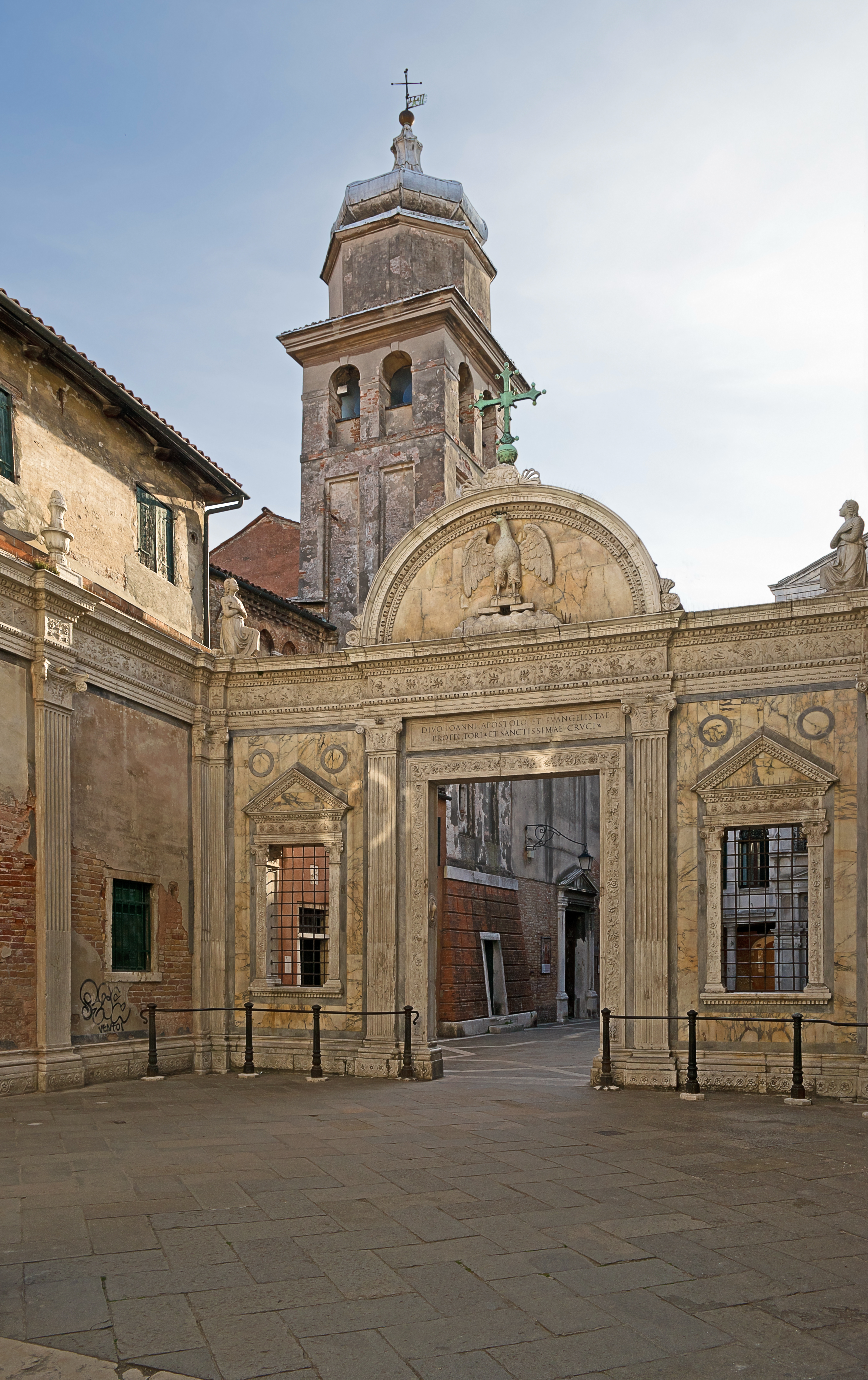
Scuola Grande di San Giovanni Evangelista, sede della Commissione di Venezia

All'inizio di settembre, cinque cittadini azeri e difensori dei diritti umani si sono rivolti al Segretario Generale del Consiglio d'Europa, chiedendo alla Commissione di Venezia di valutare le proposte di modifica della Costituzione. Secondo gli attivisti, questi cambiamenti erano antidemocratici.
Il 20 settembre, la Commissione di Venezia ha pubblicato un parere sulla bozza di modifica della Costituzione azera. Ha criticato che il parlamento non partecipasse al processo e che non c'era tempo per un dibattito su questi cambiamenti. La commissione ha valutato positivamente la proposta del voto proporzionale plurimandatario . Ha anche affermato che altri cambiamenti mettono in pericolo le libertà dei cittadini, come la libertà di riunione e la libertà di espressione.
In risposta alla Commissione di Venezia, Shahin Əliyev, rappresentante dell'amministrazione presidenziale, ha affermato che gli emendamenti non vogliono conferire al presidente nuovi poteri, ma piuttosto migliorare la qualità e l'efficienza dell'amministrazione e del governo. Ha anche affermato che i cambiamenti non sono andati oltre i poteri che altri presidenti hanno negli stati democratici, come il presidente degli Stati Uniti o il presidente della Francia.

## Risultati
Perché il referendum fosse efficace, doveva avere un'affluenza di almeno il 25% degli aventi diritto al voto. L'accettazione di un emendamento richiedeva una maggioranza semplice del 50% dei voti. La commissione elettorale ha deciso di votare su ciascun emendamento separatamente.
Secondo i sondaggi effettuati su circa dodicimila elettori, al referendum ha partecipato complessivamente il 66,8% degli aventi diritto. L'80% si è espresso a favore dell'allungamento del mandato presidenziale.
Secondo i risultati ufficiali, gli elettori hanno accettato tutte le proposte del referendum. Il 91,03% si è espresso a favore dell'allungamento del mandato presidenziale. Il resto delle proposte ha avuto un'accettazione compresa tra l'83,2% e il 93,01%.
| Emendamento               | Sì        | Sì    | No      | No    | Bianche/ nulle | Totale    | Elettori registrati | Affluenza |
| Emendamento               | Voti      | %     | Voti    | %     | Bianche/ nulle | Totale    | Elettori registrati | Affluenza |
| ------------------------- | --------- | ----- | ------- | ----- | -------------- | --------- | ------------------- | --------- |
| 1                         | 3,113,754 | 90.68 | 319,888 | 9.32  | 237,632        | 3,671,274 | 5,267,111           | 69.70     |
| 2                         | 3,119,235 | 90.77 | 317,129 | 9.23  | 234,910        | 3,671,274 | 5,267,111           | 69.70     |
| 3                         | 3,122,072 | 90.86 | 314,003 | 9.14  | 235,199        | 3,671,274 | 5,267,111           | 69.70     |
| 4                         | 3,132,788 | 90.99 | 310,355 | 9.01  | 228,131        | 3,671,274 | 5,267,111           | 69.70     |
| 5                         | 3,131,461 | 91.09 | 306,248 | 8.91  | 233,565        | 3,671,274 | 5,267,111           | 69.70     |
| 6                         | 3,135,669 | 91.02 | 309,285 | 8.98  | 226,320        | 3,671,274 | 5,267,111           | 69.70     |
| 7                         | 3,202,112 | 92.19 | 271,128 | 7.81  | 198,034        | 3,671,274 | 5,267,111           | 69.70     |
| 8                         | 3,097,400 | 90.43 | 327,874 | 9.57  | 246,000        | 3,671,274 | 5,267,111           | 69.70     |
| 9                         | 3,197,050 | 92.13 | 272,921 | 7.87  | 201,303        | 3,671,274 | 5,267,111           | 69.70     |
| 10                        | 3,204,739 | 92.20 | 271,048 | 7.80  | 195,487        | 3,671,274 | 5,267,111           | 69.70     |
| 11                        | 3,203,329 | 92.22 | 270,301 | 7.78  | 197,644        | 3,671,274 | 5,267,111           | 69.70     |
| 12                        | 3,207,406 | 92.25 | 269,541 | 7.75  | 194,327        | 3,671,274 | 5,267,111           | 69.70     |
| 13                        | 3,161,644 | 91.63 | 288,735 | 8.37  | 220,895        | 3,671,274 | 5,267,111           | 69.70     |
| 14                        | 3,065,840 | 89.87 | 345,608 | 10.13 | 259,826        | 3,671,274 | 5,267,111           | 69.70     |
| 15                        | 3,056,619 | 89.71 | 350,426 | 10.29 | 264,229        | 3,671,274 | 5,267,111           | 69.70     |
| 16                        | 3,203,857 | 92.24 | 269,630 | 7.76  | 197,787        | 3,671,274 | 5,267,111           | 69.70     |
| 17                        | 3,238,609 | 92.86 | 248,864 | 7.14  | 183,801        | 3,671,274 | 5,267,111           | 69.70     |
| 18                        | 3,200,508 | 92.23 | 269,777 | 7.77  | 200,989        | 3,671,274 | 5,267,111           | 69.70     |
| 19                        | 3,206,782 | 92.29 | 268,086 | 7.71  | 196,406        | 3,671,274 | 5,267,111           | 69.70     |
| 20                        | 3,339,441 | 94.82 | 182,324 | 5.18  | 149,509        | 3,671,274 | 5,267,111           | 69.70     |
| 21                        | 3,346,516 | 94.96 | 177,638 | 5.04  | 147,120        | 3,671,274 | 5,267,111           | 69.70     |
| 22                        | 3,277,955 | 93.78 | 217,419 | 6.22  | 175,900        | 3,671,274 | 5,267,111           | 69.70     |
| 23                        | 3,221,077 | 92.64 | 255,824 | 7.36  | 194,373        | 3,671,274 | 5,267,111           | 69.70     |
| 24                        | 3,221,908 | 92.63 | 256,190 | 7.37  | 193,176        | 3,671,274 | 5,267,111           | 69.70     |
| 25                        | 3,223,244 | 92.65 | 255,863 | 7.35  | 191,218        | 3,670,325 | 5,267,111           | 69.68     |
| 26                        | 3,225,822 | 92.71 | 253,729 | 7.29  | 190,774        | 3,670,325 | 5,267,111           | 69.68     |
| 27                        | 3,231,055 | 92.85 | 248,717 | 7.15  | 190,553        | 3,670,325 | 5,267,111           | 69.68     |
| 28                        | 3,090,913 | 90.25 | 333,897 | 9.75  | 245,515        | 3,670,325 | 5,267,111           | 69.68     |
| 29                        | 3,101,157 | 90.39 | 329,539 | 9.61  | 239,629        | 3,670,325 | 5,267,111           | 69.68     |
| Fonte: Information Centre |           |       |         |       |                |           |                     |           |

## Conseguenze
Dopo il referendum, il presidente İlham Əliyev nominò sua moglie Mehriban Əliyeva come vicepresidente nel 2017.